# Joseph Fouché (biographie de Jean Tulard)
Pour les articles homonymes, voir Fouché.
Joseph Fouché  est une biographie écrite par l'historien Jean Tulard, membre de l'Institut et directeur de l'institut Napoléon,  qui expose sa vision des relations entre Fouché et Bonaparte puis Napoléon.

## Présentation de l'ouvrage
Dans cet ouvrage, Jean Tulard s'attache plus à présenter une histoire de la police entre 1793 et 1815 qu'à cerner la personnalité de Joseph Fouché.
Fouché, cet homme si décrié, qui passe encore aujourd'hui pour une espèce de Machiavel, peut-il être considéré comme un homme d'État ou comme un opportuniste, se demande Jean Tulard ? Lui qui porta l'estocade à Robespierre, sut résister à Napoléon, lui qui fit preuve d'une grande lucidité à des moments critiques, « a davantage profité des circonstances qu'il ne les a créées. »
Son mythe repose surtout sur un pouvoir nouveau pour l'époque, qu'il manie avec dextérité : la police politique. Avec lui, avec ses talents d'organisateur, il fait de cette police un redoutable instrument, une machine à renseignements qui déjoue les complots. « On pourrait, dit Jean Tulard, écrire l'histoire intérieure du Consulat et de l'Empire en n'utilisant que les bulletins quotidiens que Fouché adressait à Napoléon. »
« C'est un politique. La diplomatie le fascine » ajoute-t-il. Il rêva d'être ministre des Affaires étrangères, tenta de négocier avec les Anglais, ce qui lui valut d'être disgracié, mena les négociations en 1815 pour rétablir les Bourbons. Ce fut sans doute son grand regret. On lui reprocha toujours d'avoir été un régicide et le mitrailleur de Lyon.

## Sources externes
- Académie des sciences morales et politiques

| Grand Prix Gobert de l'Académie française 1971 | Grand Prix national de l'Histoire 1977 | Prix du Mémorial 1981 | Prix des Ambassadeurs 2007 | Lauréat de l'Académie des beaux-arts et Prix Marmottan, 1992 |